# Emil Josef Diemer
 (avril 2018).
Emil Josef Diemer (né le 15 mai 1908 à Radolfzell, mort le 10 octobre 1990 à Fußbach) est un joueur d’échecs allemand.

## Biographie
Emil Joseph Diemer est né en 1908 à Radolfzell, une ville allemande sur les bords du lac de Constance. Issu d’un milieu modeste (son père est employé des postes) et souffrant d’une santé fragile, il n’a pas la possibilité de faire des études supérieures, mais à l'âge de douze ans il découvre les échecs au collège de Rastatt. Après son « abitur » (baccalauréat), il est placé en apprentissage chez un libraire. En 1931, à court d’argent et sans profession, il prend sa carte au parti nazi, dont il devient rapidement un membre actif. Il entame alors une carrière de journaliste spécialisé : il est présent lors des grands tournois internationaux d’échecs, et ses articles sont publiés dans la presse nationale-socialiste. En 1942, il affronte Klaus Junge, considéré comme le plus fort joueur allemand de l’époque, dans une partie par correspondance. 
Après la guerre, il connaît des années difficiles : disputant des tournois de seconde catégorie, il n’a pas un niveau suffisant pour vivre des échecs, et son passé nazi lui interdit toute carrière journalistique. En 1953, il est exclu de la fédération allemande d’échecs : il semble qu’il ait publié des articles diffamatoires où il accusait les dirigeants de la fédération de détournements de mineurs et de pédérastie. 
Au cours des années 1950, il remporte quelques succès : il est deuxième au championnat de Suisse 1953, et il termine premier du tournoi Hoogoven B de Beverwijk aux Pays-Bas. 
Il semble ensuite se désintéresser des échecs, tandis que l’astrologie prend une place obsédante dans sa vie. Il se convainc d’avoir déchiffré le secret de Nostradamus, et il inonde de lettres des milliers d’universitaires et de journalistes. Il est finalement interné à l’hôpital psychiatrique de Gengenbach en 1965. Jugeant que les échecs sont susceptibles de lui détraquer les nerfs, les médecins lui interdisent de jouer. L’interdiction est levée en 1971, et la fédération allemande consent aussi à lui rendre sa licence, ce qui permet à Diemer de pratiquer en club. Incapable de subvenir à ses besoins, il restera toutefois  interné jusqu’à sa mort. 
Diemer est resté célèbre pour avoir pratiqué des ouvertures inhabituelles, comme le gambit Diemer-Duhm (1. d4 d5 2. e4 e6 3. c4) et le gambit Alapin-Diemer (1.d4 e6 2. e4 d5 3. Fe3) ; mais c’est surtout la réhabilitation d'une ouverture imaginée par Armand Edward Blackmar - le gambit blackmar-Diemer - qui lui assure sa place dans l’histoire des échecs (1.d4 d5 2. e4 dxe4 3. Cc3!).
Emil Diemer n'a jamais été un maître de premier plan. D'après le GM Hans Ree, il n'était tout simplement pas assez fort pour être un joueur professionnel d'échec. Cependant, il a tout au long des années 1950 et 1960 été entouré d'une cour de disciples fervents, qui admiraient ses théories de l'attaque à outrance, et publiaient dans la presse échiquéenne des plaidoyers passionnés en faveur du gambit Blackmar-Diemer. De 1955 à 1956, il publie sa propre revue, Blackmar Gemeinde, "la communauté Blackmar". 
Le GMI J.H.Donner porte sur lui ce jugement : au fond, "Diemer est peut-être un hurluberlu, mais son style de jeu n'est pas idiot; il est au contraire instructif. Je conseillerais son système à quiconque veut progresser. On n'y trouvera pas les secrets du pion isolé ou de la paire de fous, mais ce qui est la base de toute partie d'échecs : L'attaque du roi !"

## Une partie remarquable
Emil Josef Diemer - Fro Trommsdorf, Bagneux, 1973
1. d4 Cf6 2. Cc3 g6 3. e4 d6 4. Fe2 c6 5. g4 b5 6. g5 Cfd7 7. h4 b4 8. Cb1 d5 9. e5 e6 10. h5 c5 11. hxg6 fxg6 12. Fd3! Fg7! 13. Txh7! Txh7 14. Fxg6+ Re7 15. Fxh7 cxd4 16. f4 Dh8 17. Dh5 Fa6 18. Cf3 Cc6 19. Ch4 Cf8 20. g6 Rd7! 21. Cd2 Rc7 22. Cdf3 Cd7 23. Fd2 Df8 24. Cg5 Te8 25. Dg4 Cdxe5! 26. Dh3 Cc4 27. Cxe6+ Rd7! 28. f5 Cxd2! 29. 0-0-0!! Df6! 30. Cxg7! Te3! 31. Ch5! Dg5! 32. Dg4!! b3!! 33. axb3 Cxb3+! 34. Rb1! Td3!! 35. Dg1!! Cd2+! 36. Ra1 Dd8 37. Cf6+ Rc8 38. Txd2 Da5+ 39. Rb1 Cb4 40. Txd3 Da2+ 41. Rc1 Cxd3+? (41...Da1+) 42. Rd2! Da5+ 43. Re2 Ce5+ 44. Rf2 Dd2+ 45. Rg3 Dg5+ 46. Rf2 Dd2+ 47. Rg3 Dg5+ ½-½.